# Plaça de Pablo Neruda

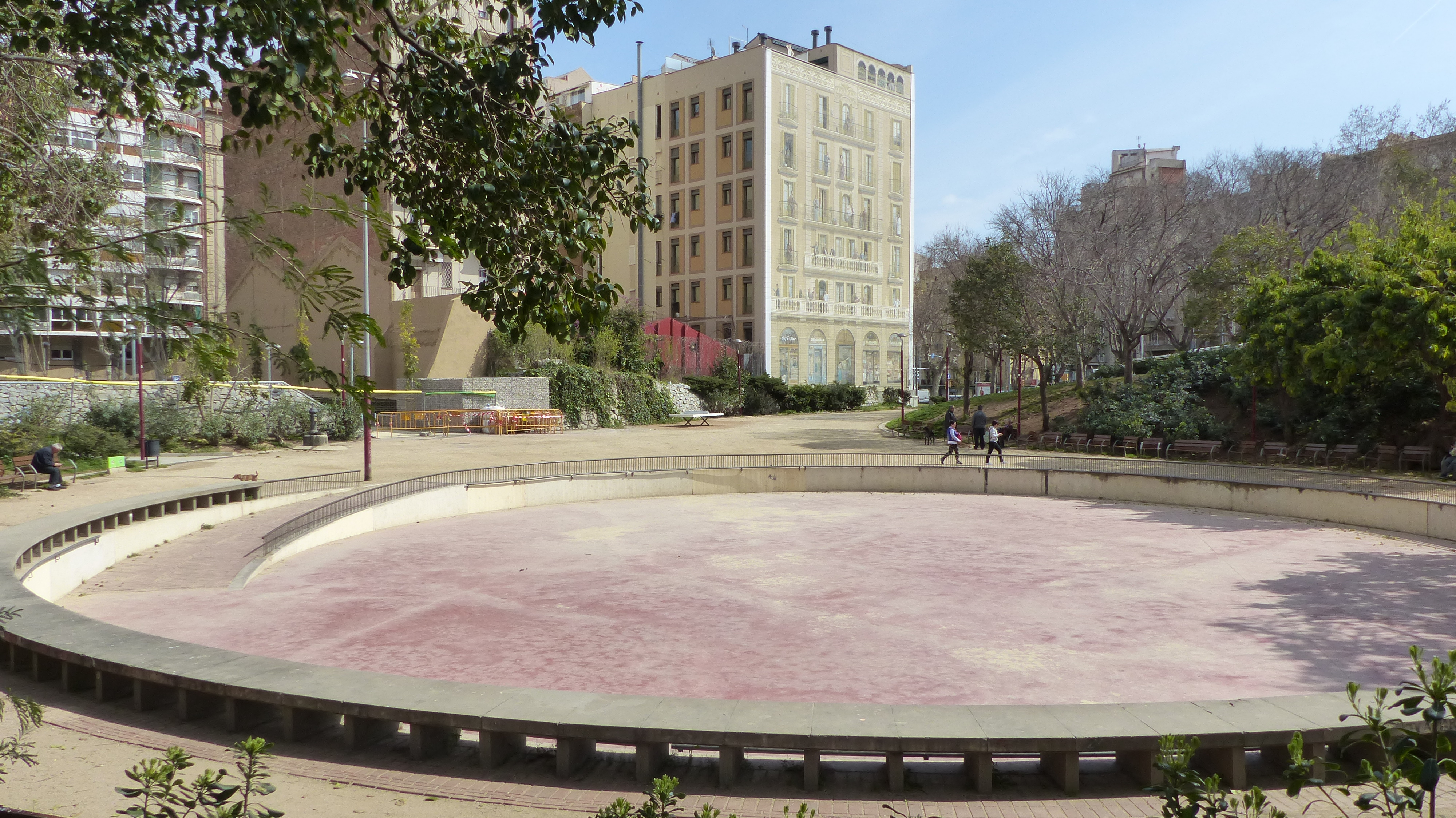
La plaça de Pablo Neruda, amb el mural Balcons de Barcelona al fons

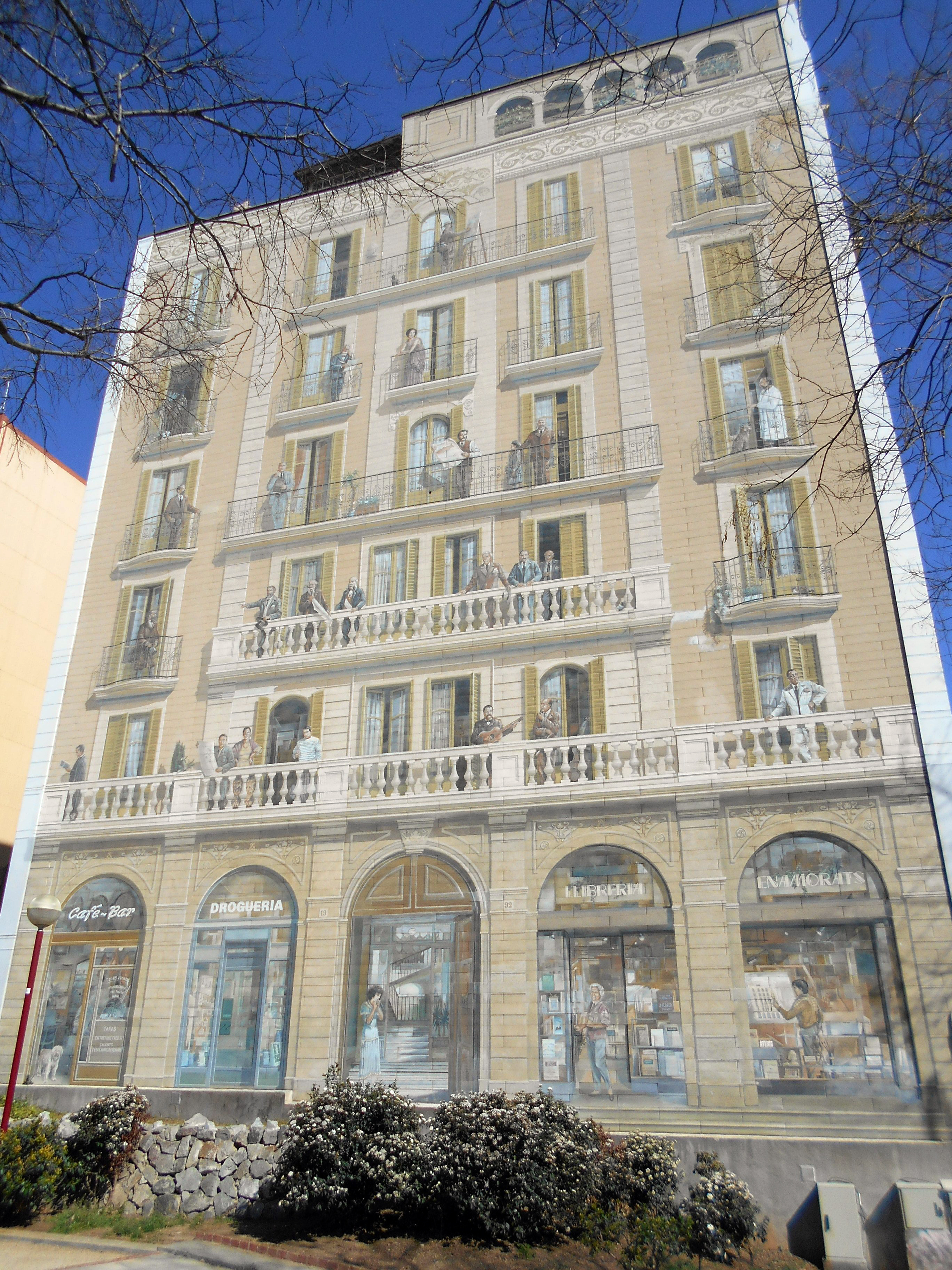
Balcons de Barcelona

La plaça de Pablo Neruda és una plaça que es troba al barri de la Sagrada Família, a l'Eixample de Barcelona. Des de la seva creació el 1984 fins al 2017, un sector de la plaça va rebre el nom de plaça de la Hispanitat. Està dedicada a l'escriptor xilè Pablo Neruda. Està situada entre el carrer d'Aragó al nord, el carrer de la Marina a l'oest, l'avinguda Diagonal al sud i el carrer de Lepant a l'est. En ella s'hi pot trobar pintat des del 1992 el mural pictòric Balcons de Barcelona, en què es representen diverses personalitats relacionades amb la Ciutat Comtal.

## Història
Aquest espai pertanyia antigament a Sant Martí de Provençals, un antic municipi que va ser annexionat a Barcelona el 1897. En aquell temps passava per allí el camí que conduïa a Horta i dos torrents, el de «Delemús» i el del «Notari», mentre que la línia de ferrocarril que transcorria per la Diagonal delimitava el seu espai. La construcció del Grup Escolar Ramon Llull (1918-1922, Josep Goday), a l'altre costat de la Diagonal, va revitalitzar una mica la zona, encara que l'espai que seria la plaça va seguir sent un solar abandonat. Durant molt temps va ser lloc d'acampada de grups de gitanos.
El 1952, amb la celebració del XXXV Congrés Eucarístic Internacional, va començar a parlar-se d'urbanitzar la zona. La plaça quedava prop del Temple Expiatori de la Sagrada Família, on es van celebrar alguns actes del congrés, per la qual cosa es va creure adequat urbanitzar el terreny, encara que de moment no es va fer res. Aleshores es va començar a pensar a dedicar la plaça a la Hispanitat, un nom que s'havia pensat per a la confluència de la Diagonal amb l'avinguda de Pedralbes, que finalment es va nomenar plaça de Pius XII. Inicialment es donava el nom d'Hispanitat al triangle format per Aragó/Diagonal/Marina, però més tard es va fer extensiu al solar de l'altre costat del carrer de la Marina, on habitualment es col·locaven carpes de circs.
La creació de la plaça de la Hispanitat va ser anunciada per l'Ajuntament de Barcelona el 1962, després del cobriment de la rasa ferroviària del carrer d'Aragó entre Roger de Flor i l'avinguda Diagonal. No obstant això, durant els anys següents el projecte va quedar paralitzat i la planificada plaça es va convertir en un degradat solar, parcialment ocupat per un aparcament de cotxes.
El 1979 l'illot a l'oest del carrer de la Marina va ser batejat com a plaça de Pablo Neruda, mentre que el sector est va mantenir el nom original. Finalment, la plaça de la Hispanitat va ser urbanitzada i inaugurada el 14 de desembre de 1984.
El 7 de març de 2017 el ple municipal del districte de l'Eixample va aprovar, amb els vots a favor dels grups municipals de Barcelona en Comú, PDeCAT, ERC, PSC i la CUP, modificar el nom de plaça de la Hispanitat pel nom de Pablo Neruda, unificant-se amb la plaça homònima adjacent, en un canvi que es va fer efectiu el 22 d'abril d'aquest any, aprofitant la remodelació de la plaça.